# Histes
Histes ou Histoi (en grec ancien : Ἴστοι) est une polis antique située sur la côte nord de l'île d'Ikaría. 

## Histoire
Elle est décrite comme ayant un mouillage assez bon. À proximité, se trouvait un temple d'Artémis appelé Tauropolion.
La polis est située près de la ville actuelle d'Évdilos,.